# Justine Mauvin
Justine Mauvin, née le 20 juillet 1993 à La Réunion, aussi connue sous le nom de scène Sibu Manaï, est une surfeuse et autrice compositrice interprète française.

## Biographie

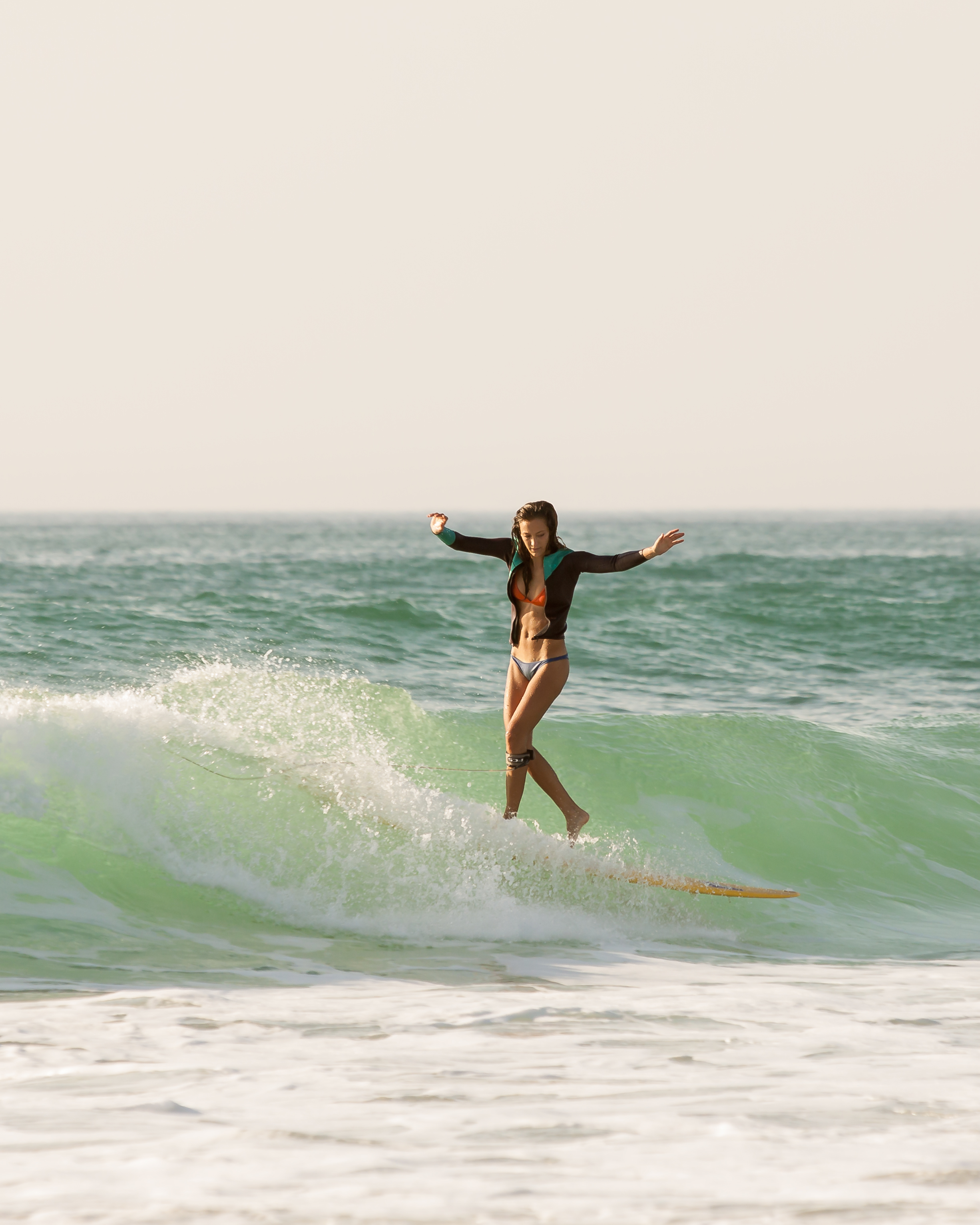
Justine Mauvin en free surf à Seignosse en 2013

Née le 20 juillet 1993 à La Réunion, Justine Mauvin commence le surf à neuf ans. Ayant ensuite appris le piano et la guitare, elle devient autrice-compositrice-interprète à partir de treize ans, écrivant en anglais et en créole,. En 2008, elle est championne de La Réunion en surf. La même année, elle remporte le Roxy Trophy, une série de compétitions de surf accompagnée d'un festival de musique ; elle y chante lors de l'édition 2010. Elle déménage à Toulouse puis à Bordeaux après son baccalauréat.
En 2013, elle intervient dans l'émission La Nuit de la glisse sur France Ô depuis la Boardriders House, résidence d'accueil de surfeurs et surfeuses à Hossegor. Championne de France de surf en 2014 en longboard et en 2016, elle est aussi troisième mondiale cette année-là,.
En 2015, elle enregistre deux singles, « Bom Bom » et « By heart ». Le titre « Bom Bom » est sélectionné pour un CD des lauréates et lauréats du concours Les Inrocks Lab, dont elle est demi-finaliste en 2015,. Après avoir remporté en 2018 le Longboard Pro Biarritz, troisième des quatre manches de la saison,, elle arrête la compétition en surf pour se consacrer à la musique et sort en 2020 un EP intitulé Vavanguer. Son nom de scène, Sibu Manaï, qui signifie « chérir la fleur », lui a été donné dans l'archipel des Mentawaï, en Indonésie. Elle sort en 2022 un second EP intitulé Zèl maron, chez Ipanema Music.
Après un accident de la route le 6 novembre 2024 à la Réunion, elle est hospitalisée dans un état grave,.

## Discographie
- single BOM BOM dans le CD Les Inrocks Lab Lauréats 2015, 2015[11],[12]
- EP Vavanguer, 2020[20]
- EP Zèl maron, Ipanema Music, 2022[21]

## Palmarès

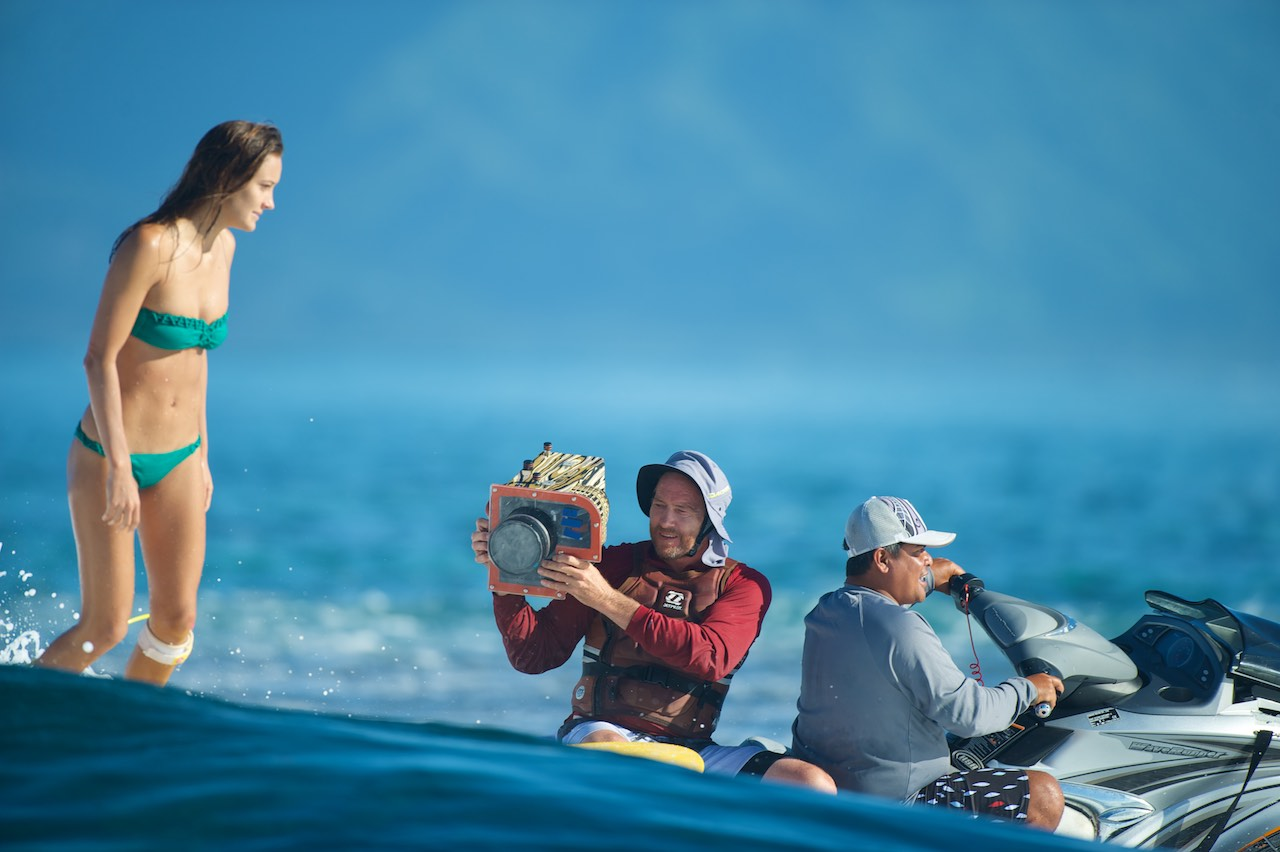
Justine Mauvin filmée depuis un jet ski par Sonny Miller en 2015

- troisième du championnat du monde de longboard 2016[22], ex-aequo avec Alice Lemoigne
- championne de France de longboard en 2014[7] et en 2016[23]
- première place au Longboard Pro Biarritz en 2018[14]